# Vetranio
Vetranio (Flavius Vetranio Augustus; ? – 356 körül), elterjedt helytelen névformában Vetriano, római hadvezér és politikus, 350-ben Constans halála után a Római Birodalom császárává (caesar) kiáltotta ki magát.

## Külső források
- An Online Encyclopedia of Roman Emperors - Vetranio (350 A.D)

| Előző uralkodó: Constans | Római császár 350 | Következő uralkodó: II. Constantius |